# Institut panrusse de recherche scientifique en physique technique

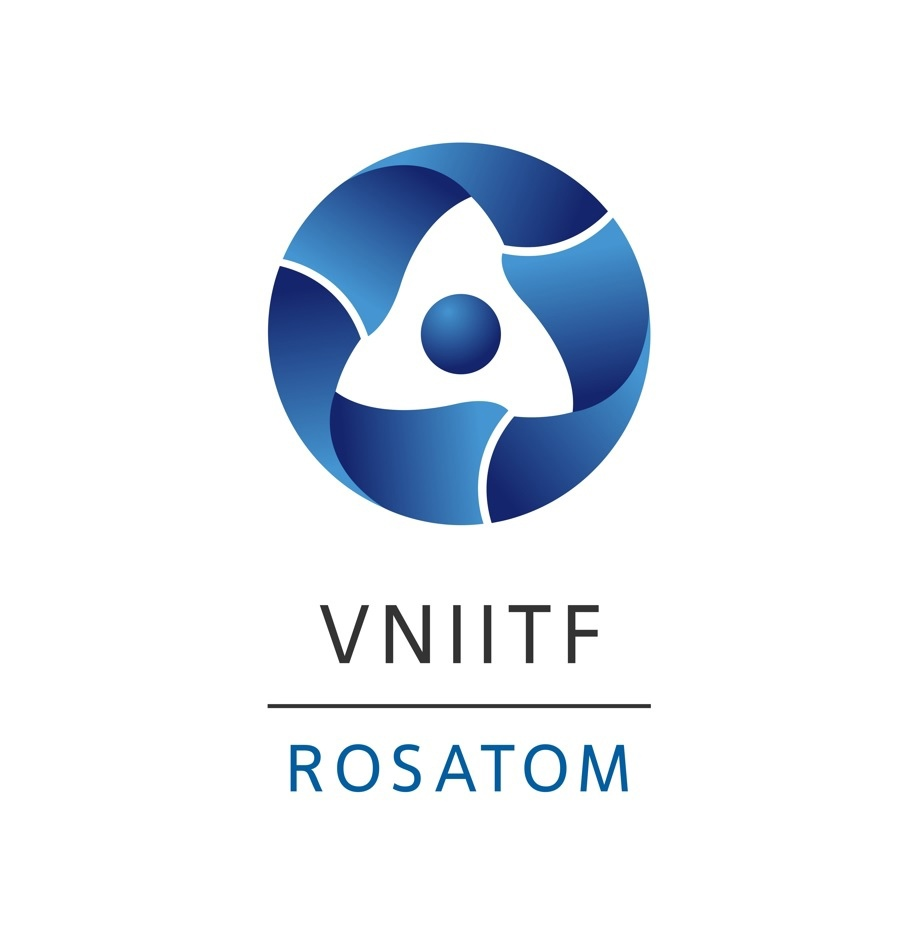
Logo de la VNIITF

Le VNIITF, ou Institut Panrusse de Recherche Scientifique en Physique Technique (en russe : Всероссийский Научно-Исследовательский Институт Технической Физики), est le second centre de recherche sur les armes nucléaires implanté en Union soviétique après la Seconde Guerre mondiale, le premier étant le VNIIEF situé à Sarov. Il est à l'origine de la ville actuelle de Snejinsk, dans l'oblast de Tcheliabinsk.

## Historique
La décision de mettre en place un second centre de recherche sur les armes nucléaires a été prise par le Conseil des Ministres de l'Union soviétique le 31 juillet 1954. La création officielle de l'Institut sur le site dénommé Tcheliabinsk-70, aujourd'hui Snejinsk, date du 5 avril 1955.
Ce site, d'abord appelé Institut de recherche scientifique N° 1011 (НИИ-1011), est surtout connu des occidentaux sous sa dénomination actuelle de Centre nucléaire de la fédération de Russie - Institut panrusse de recherche scientifique en physique technique (en russe Российский федеральный ядерный центр - Всероссийский Научно-Исследовательский Институт Технической Физики), dont l'acronyme est RFYaTs-VNIITF, fréquemment abrégé en VNIITF.
Le personnel du nouvel Institut provenait en grande partie du site de Sarov (alors Arzamas-16), dont un tiers environ fut transféré vers Tcheliabinsk-70, les premiers spécialistes étant arrivés en août 1955.
L'existence de l'Institut et de la ville de Tcheliabinsk-70 demeura secrète jusqu'en 1992. L'Institut prit son nom actuel le 28 février de cette même année, et la ville son nom actuel l'année suivante.